# Георг Ротман
Георг Ротман (швед. Göran Rothman або швед. Georg Rothman; 30 листопада 1739 — 3 грудня 1778, Стокгольм, Швеція) — шведський ботанік та лікар, один з «Апостолів Ліннея».

## Доробок
Автор статті: «Reise nach Garean im Gebiet von Tripolis 1774» (Подорож у Гареан у район Триполі в 1774 році), яка вийшла друком у 1776 році в: Briefwechsel. Göttingen, Book 6, Part 1, p. 339, Schlözer A.L. (ed.). У цій статті він описав новий вид тварин Ctenodactylus gundi, знайдених у горах за 80 км на південь від Триполі.